# Double Dribble (videojuego)
Double Dribble, conocido en Japón como Exciting Basket (エキサイティング バスケット Ekisaitingu Basuketto?) es un videojuego de baloncesto desarrollado y publicado por Konami originalmente para arcade en 1986. Era el segundo arcade de baloncesto de la compañía, tras Super Basketball. Gran parte de la popularidad del juego surgía de aspectos poco habituales en su época, como sus secuencias de animación, que mostraban a los jugadores haciendo mates, o el himno nacional de los Estados Unidos que sonaba durante el modo demostración, siendo primer arcade en presentar el himno estadounidense. Aunque tuvo éxito en los salones recreativos, el juego se hizo verdaderamente popular y recordado con su conversión para la videoconsola Nintendo Entertainment System en 1987.
Tras el título, llegó una secuela titulada Double Dribble: The Playoff Edition, publicada en 1994 para Sega Genesis/Mega Drive. En 2010 se publicó una versión de Double Dribble para iOS titulado Double Dribble Fast Break que se inspiraba principalmente en la versión para Nintendo Entertainment System pero incluía las secuencias de animación extraídas de la versión para arcade.